# Lycée Jean-Moulin (Béziers)
Le lycée Jean Moulin est un établissement d'enseignement secondaire français, situé à Béziers (Hérault), fondé en 1965.

## Histoire

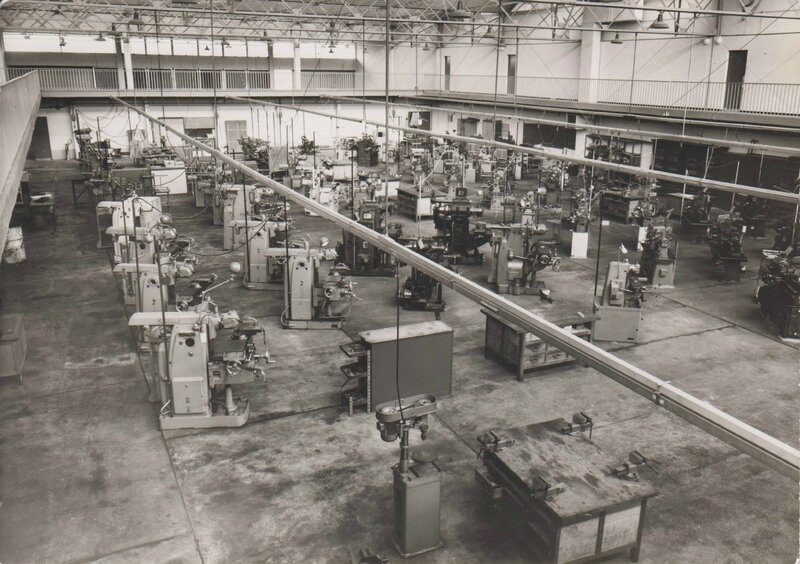
Ateliers Techniques du lycée Jean Moulin, 1965.

Dès 1958, la ville de Béziers, ainsi que le rectorat de Montpellier, décident de construire un nouveau lycée aux portes du centre-ville, pour désengorger le célèbre lycée historique (lycée Henri-IV) et accueillir les futurs élèves, plus nombreux. Le site du lycée, construit sur un terrain de plus de 11 hectares, à 300 mètres des arènes, sur les hauteurs de la ville et proches des nouveaux quartiers alors construits.
Initialement, l’État avait prévu de construire un lycée pouvant accueillir 1 200 élèves et un internat. Mais face aux réalités démographiques, le rectorat et la ville demandent que le lycée soit prévu pour accueillir à terme plus de 2 000 élèves, dont 500 internes. Le lycée ouvre ses portes en deux temps : en septembre 1964 pour les filières techniques (filles et garçons) ainsi que l'internat, et en septembre 1965 pour le lycée général. La cité scolaire prend le nom de Lycée Jean-Moulin en septembre 1971, en l'honneur de Jean-Moulin, natif de la ville.
Depuis 2008, le lycée accueille de nombreux plans de travaux. La première phase a été terminée en 2021, avec la rénovation totale d'un bâtiment. La Région Occitanie, propriétaire des lieux, entreprend de lourds travaux dont la fin est prévue avec la rénovation de l'ensemble des bâtiments à l'horizon 2030, pour accueillir désormais environ 3000 élèves, ce qui en fait un des plus gros établissements du département avec le lycée Jean Mermoz de Montpellier. 

## Description

### Architecture

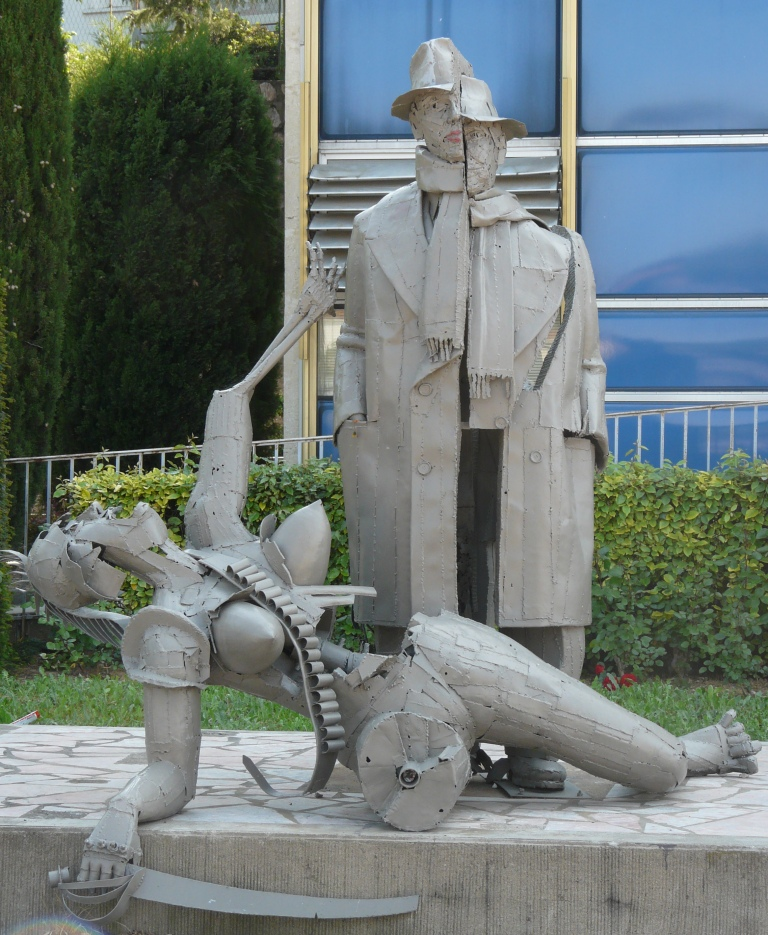
Statue en l'honneur de Jean Moulin, située dans la cour d'honneur du lycée.

Le lycée possède une architecture spécifique des années 1960. L'architecte du projet est Daniel Badani. Il est accompagné de Pierre Roux-Dorlut pour la conception du centre d'apprentissage, et le bâtiment qui sert d'internat. Les pare-soleils en « rideaux » ont été conçus par Jean Prouvé. Ils ont fait l'objet d'un brevet d'invention en 1954.
Conscient du patrimoine architectural important, la Direction régionale des affaires culturelles d'Occitanie enclenche un processus, visant à la sauvegarde des façades, et des éléments conçus par Jean Prouvé, dont certains ont été détruits dans les années 2000 à la suite de rénovations et restructurations du site. 

### Enseignements
Le lycée est général, technique et professionnel. Il possède le label Lycée des métiers. La section professionnelle est composée de trois pôles : industriel, sanitaire et sociale. Il dispose d'une section hôtellerie-restauration, avec un restaurant d'application, le Romanin. Il dispose également d'une prépa ATS et d'un pôle sport-étude avec une section rugby, en collaboration avec l'ASBH, et football, avec l'ASB.
En 2022, le lycée est classé 1 505e sur 3 750 lycées en France en termes de réussite au Baccalauréat.

## Incidents

### Suicides
En octobre 2011, une professeure de mathématiques met fin à ses jours en s'immolant par le feu dans la cour du lycée, tout en déclarant « je fais ça pour vous »,. En 2014, le proviseur-adjoint du lycée se suicide. En 2018, un agent d'entretien du lycée met fin ses jours dans un des locaux d'habitation attenant au lycée. En 2019, une conseillère principale d'éducation met fin à ses jours. 
En tout, entre 2008 et 2019, sept salariés appartenant aux équipes éducatives et techniques du lycée ont mis fin à leurs jours. Ces suicides ont fait l'objet de contestations de la part des syndicats, notamment enseignants.
En 2019, lors d'une réunion organisée au sein de l'établissement à l'attention d'enseignants en reconversion, la DRH du rectorat de Montpellier déclare qu'ils pensent « à l'euthanasie si les reconversions ne [leur] conviennent pas ». Ces propos déclenchent une vive polémique. La DRH a été promue et mutée quelques mois plus tard en raison de ses propos.

### Violence policière
Le 6 décembre 2018, lors d'une manifestation à l'entrée du lycée coordonnée avec des gilets jaunes, un lycéen agé de 16 ans est éborgné par un tir de LBD40 à bout portant. En juillet 2019, les procédures prenant du temps, le père du lycéen est suspecté d'envisager de rendre justice par lui-même. Le 20 octobre 2023, le policier suspecté est relaxé par bénéfice du doute.

## Personnalités liées
- Robert Ménard, journaliste, maire de Béziers, président de l'Agglomération Béziers-Méditerranée  ;
- Nathalie Oziol, professeur agrégé d'anglais, députée de l'Hérault ;
- Alexandra Rosenfeld, Miss France 2006, Miss Europe 2006, animatrice de télévision ;
- Dolorès Roqué, professeur d'espagnol, ancienne députée de l'Hérault.